# 박기동 (축구 선수)
박기동(한국 한자: 朴基棟, 1988년 11월 1일 ~ )은 대한민국의 축구 선수로 포지션은 공격수이다. 현재 김해시청 축구단 소속이다.

## 클럽 경력
중리중학교, 충남기계공업고등학교, 숭실대학교 축구부를 거쳐 2010년 일본 J리그 디비전 2의 FC 기후에 입단하였다. 하지만 발목 인대 부상으로 전반기를 통째로 날렸고, 후반기에 8경기에 출전하였지만 국내 리턴을 결심하고 2011 K리그 드래프트에 지원하였다. 드래프트에서 신생 구단 광주 FC의 우선지명을 받고 입단하였다. 시즌 전 전지 훈련장에서 실시된 주장 선임 투표를 통해 광주의 창단 첫 시즌 주장으로 선임되었다. 창단 후 첫 경기이자 2011 시즌 개막전 대구와의 경기에서 광주의 K리그 입성 후 첫 골이자 본인의 K리그 데뷔골을 기록하였고 이어서 멀티골을 완성하며 팀에 승리를 안겼다. 이후 꾸준히 주전 공격수로 활약하며 2011 시즌 31경기 출전 3골을 기록하였고 2012 시즌엔 31경기 5골을 기록하였다.
2013년 제주 유나이티드로 이적하였으나 시즌 개막 전 입은 부상으로 개막 후에도 약 1달 간 결장하였고 이후 그 여파로 전반기 6경기에 출전하여 무득점을 기록하였다. 2013년 7월 제주로 이적한지 반 시즌 만에 황도연과의 트레이드로 전남 드래곤즈로 이적하였다. 하지만 컨디션 난조가 이어졌고, 2014 시즌엔 7경기 출전 0골에 그쳤다. 2014 시즌 종료 후 군 복무를 위해 상주 상무에 입단하였다. 2016년 상주 상무 전역하고, 전남 드래곤즈로 복귀를 하였다.
2017 시즌을 앞두고 연제민과 현금 트레이드를 통해 전남을 떠나 수원 삼성 블루윙즈로 이적하였다.

## 국가대표 경력
2011년 국가대표팀에 선발되어 온두라스전에서 A매치 데뷔전을 가졌다.

## 수상

### 클럽

#### 상주 상무
- K리그 챌린지
  - 우승 1회 : 2015